# Serapis
Serapis je v staroegipčanski mitologiji bog rodovitnosti in vladar podzemlja.